# Epiceno
Se llama epiceno a un sustantivo cuyos determinantes y adjetivos concuerdan por igual independientemente del género gramatical del sustantivo al que se refieren. Un epiceno puede ser únicamente masculino o femenino, a diferencia de los sustantivos comunes en cuanto al género, que admiten ambos géneros. Ejemplos de sustantivos epicenos son: gorila, águila, rata, cría, persona, víctima, personaje, etc. Mientras que los epicenos no admiten cambio de género: la persona, y no el persona; un nombre común en cuanto al género admite ambas formas: el estudiante, la estudiante.

## Etimología
El término epiceno viene del griego ἐπίκοινος, epíkoinos, «común».

## Uso gramatical
En caso de que sea necesario distinguir el sexo, se puede explicitar mediante los términos «macho» o «hembra»: gorila macho / gorila hembra. Este recurso no se utiliza con términos referidos a personas, en ese caso han de sustituirse por términos que expresen sexo o bien explicitarse mediante aposición o perífrasis: dicha persona, una mujer de 47 años [...]; la única víctima, que resultó ser un varón de origen español [...].